# Biscogniauxia nawawii
Biscogniauxia nawawii är en svampart som beskrevs av M.A. Whalley, Y.M. Ju, J.D. Rogers & Whalley 2000. Biscogniauxia nawawii ingår i släktet Biscogniauxia och familjen kolkärnsvampar.   Inga underarter finns listade i Catalogue of Life.